# Station Sępopol Roszarnia
Station Sępopol Roszarnia was een spoorwegstation in de Poolse plaats Sępopol.